# Tingitan-schiereiland
Het Tingitan-schiereiland, ook wel bekend als het Tanger-schiereiland, is een klein schiereiland in Noordwest-Afrika, dat samen met het zuidelijkste deel van het vasteland van Spanje (Iberisch Schiereiland) de Straat van Gibraltar vormt, de grens van de Atlantische Oceaan met de Middellandse Zee. De belangrijkste steden zijn Tanger, Tétouan en Ceuta. Bestuurlijk behoort het schiereiland tot de Marokkaanse prefecturen Tanger-Asilah, Fahs-Anjra, M'diq-Fnideq en Tétouan, en de Spaanse autonome stad Ceuta.
Historisch gezien behoorde het tot de Romeinse provincie Mauretania Tingitana.